# Pseuduvarus vitticollis
Pseuduvarus vitticollis là một loài bọ cánh cứng trong họ Bọ nước. Loài này được Boheman miêu tả khoa học năm 1848.